# Castelnuovo di Val di Cecina
Castelnuovo di Val di Cecina – miejscowość i gmina we Włoszech, w regionie Toskania, w prowincji Piza.
Według danych na rok 2004 gminę zamieszkiwało 2489 osób, 28,3 os./km².